# Ayamma
Ayamma: Music in the Forest es una película cultural nigeriana de 2016, escrita por Vivian Chiji, dirigida por Chris Eneaji y producida por Emem Isong. Explora la cultura africana del pueblo ibibio de Nigeria, llena de música, danza y comedia. Esta protagonizada por Adesua Etomi, Wale Ojo, Majid Michel, Ime Bishop Umoh y Theresa Edem. Se obtuvo un préstamo del Banco de la Industria para su financiación.

## Elenco
- Adesua Etomi como Iko e Ihuoma
- Majid Michel como el príncipe Ekong
- Ime Bishop Umoh como Aniefiok
- Wale Ojo como el príncipe Daraima
- Theresa Edem como Princesa Ama

## Producción
Emem Isong anunció formalmente la llegada de una nueva película titulada Ayamma en una entrevista en Lagos. Antes de eso, tuvo en mente hacer algo que reflejara su cultura, al respecto mencionó: "Siento que hay momentos en que tenemos que volver a nuestras raíces, así que eso es lo que estoy haciendo".
El rodaje de la película se realizó en lugares de Uyo, estado de Akwa Ibom, tierra natal del productor. Recibió financiación de diversas fuentes, incluido un préstamo del Banco de la Industria. Isong dijo que es una película de alto presupuesto y, en una entrevista, reveló sus razones para invertir tanto en ella. El 11 de agosto se lanzó un sitio web con el título de la película para promocionarla. Adesua Etomi, protagonista de la película, tuvo que aprender sobre la cultura del pueblo Ibibio, principalmente sus pasos de baile y música para interpretar el papel correctamente, ya que no pertenece a ese pueblo.